# Apodacra merei
Apodacra merei är en tvåvingeart som beskrevs av Seguy 1941. Apodacra merei ingår i släktet Apodacra och familjen köttflugor.
Artens utbredningsområde är Algeriet. Inga underarter finns listade i Catalogue of Life.